# Türkischer Fußball-Supercup
Der TFF Süper Kupa (deutsch: TFF Superpokal) ist ein jährlicher Supercup-Wettbewerb des türkischen Fußballverbandes. In diesem Supercup-Wettbewerb spielt primär der türkische Meister gegen den türkischen Pokalsieger. Sollte der Meister auch Pokalsieger sein, rückt der Pokalfinalist nach. Rekordsieger mit 17 Titeln ist Galatasaray Istanbul.

## Geschichte

### Cumhurbaşkanlığı Kupası (1966 bis 1998)
Der Wettbewerb wurde zum ersten Mal im Jahre 1966 unter dem Namen Cumhurbaşkanlıği Kupası (deutsch: Präsidenten-Pokal) ausgetragen. Es standen sich als türkischer Meister Beşiktaş Istanbul und Galatasaray Istanbul als türkischer Pokalsieger gegenüber. Galatasaray gewann die Partie mit 2:0. 1968 gewann Fenerbahçe Istanbul den Pokal, ohne ein Spiel zu absolvieren. Die Mannschaft war Meister und auch Pokalsieger, deshalb wurde das Spiel nicht angesetzt. Das gleiche Szenario gab es im Jahr 1973, dieses Mal wurde jedoch mit dem Başbakanlık-Kupası-Sieger Galatasaray Istanbul ein Gegner für Fenerbahçe Istanbul gesetzt. Ab 1983 durfte anstelle des Başbakanlık Kupası-Siegers der Vizemeister teilnehmen.
Göztepe Izmir gewann 1970 als erste Mannschaft außerhalb von Istanbul den Titel. Außer Göztepe Izmir gelang es Eskişehirspor, MKE Ankaragücü und Trabzonspor das Gleiche. 1977 gewann Trabzonspor den Pokal als erste Mannschaft nach Elfmeterschießen. Vier Jahre später wurde der Supercup-Wettbewerb in Devlet Başkanlığı Kupası (deutsch: Staatsoberhaupt-Pokal) umbenannt, weil am 12. September 1980 ein Militärputsch unter Leitung des Generalstabschefs Kenan Evren durchgeführt wurde und in den Jahren 1981 bis 1982 kein Cumhurbaşkanı regierte. Ab 1983 wurde der Ausdruck Cumhurbaşkanlıği Kupası wieder benutzt. Das letzte Spiel unter diesem Namen wurde 1998 ausgetragen.
Von 1966 bis 1998 fanden die Spiele im 19 Mayıs Stadı in Ankara statt.

### Süper Kupa (seit 2006)
Nach achtjähriger Pause wurde der Supercup 2006 unter dem Namen Süper Kupa wieder eingeführt. Von 2006 bis 2008 wurden die Spiele in Frankfurt am Main, Köln und Duisburg ausgetragen. Die Austragung in Deutschland begründete der Generalsekretär des türkischen Fußballverbands Lütfi Arıboğan 2006 damit, dass man den vielen Anhängern des türkischen Fußballs in Deutschland damit die Gelegenheit bieten wolle, die beiden besten Mannschaften der vergangenen Saison live in einem echten Wettbewerb zu erleben. Seit 2009 findet der Wettbewerb wieder nur in der Türkei statt. Aufgrund eines Manipulationsverdachts wurde das Supercup-Finale 2011, ursprünglich für den 27. Oktober 2011 angesetzt, auf einen späteren Zeitpunkt verschoben und bis heute nicht ausgetragen. Das Supercup-Finale 2023 sollte in Saudi-Arabien stattfinden. Kurz vor Spielanpfiff wurde die Partie jedoch wegen „Störungen in der Organisation“ abgesagt.
Von 2016 bis 2017 wurde das Finale unter dem Namen Turkcell Süper Kupa ausgerichtet.
Die Süper Kupa 2023 sollte im Al-Awwal Park in Saudi-Arabien ausgetragen werden. Das Spiel wurde allerdings kurzfristig abgesagt, da die saudischen Behörden den beiden Mannschaften verboten, Banner oder Plakate mit dem Bild des Gründers der modernen Türkei, Mustafa Kemal Atatürk zu zeigen. Die Mannschaften weigerten sich deshalb anzutreten.

## Die Supercup-Spiele im Überblick

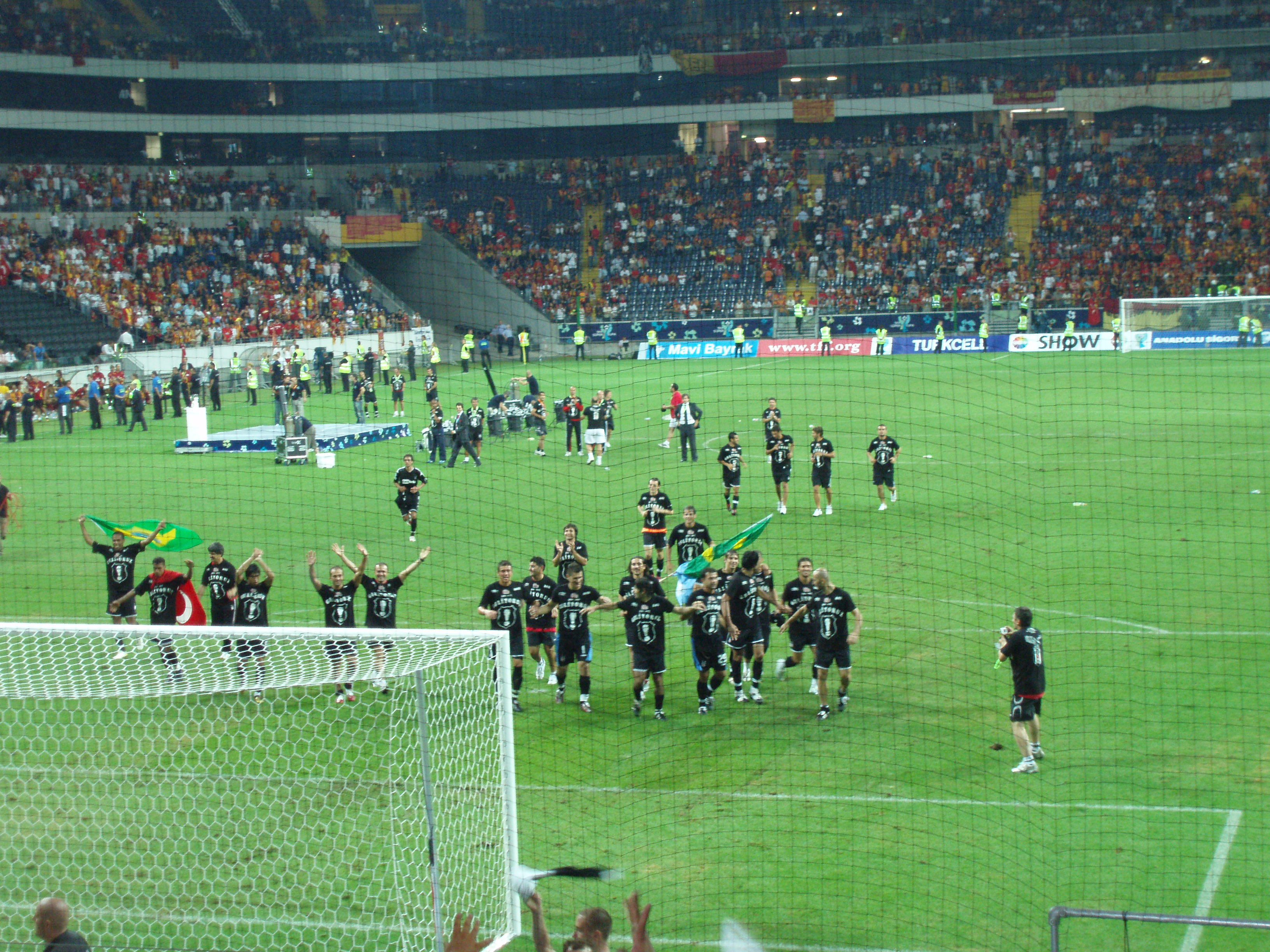
2006: Die Mannschaft von Beşiktaş nach dem Schlusspfiff.

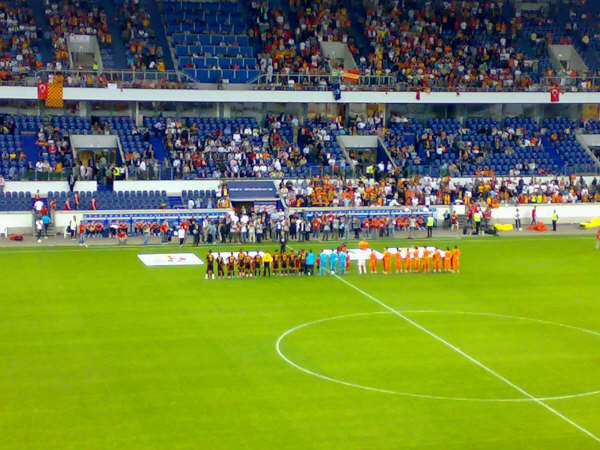
2008: Galatasaray und Kayserispor kurz vor dem Anpfiff.

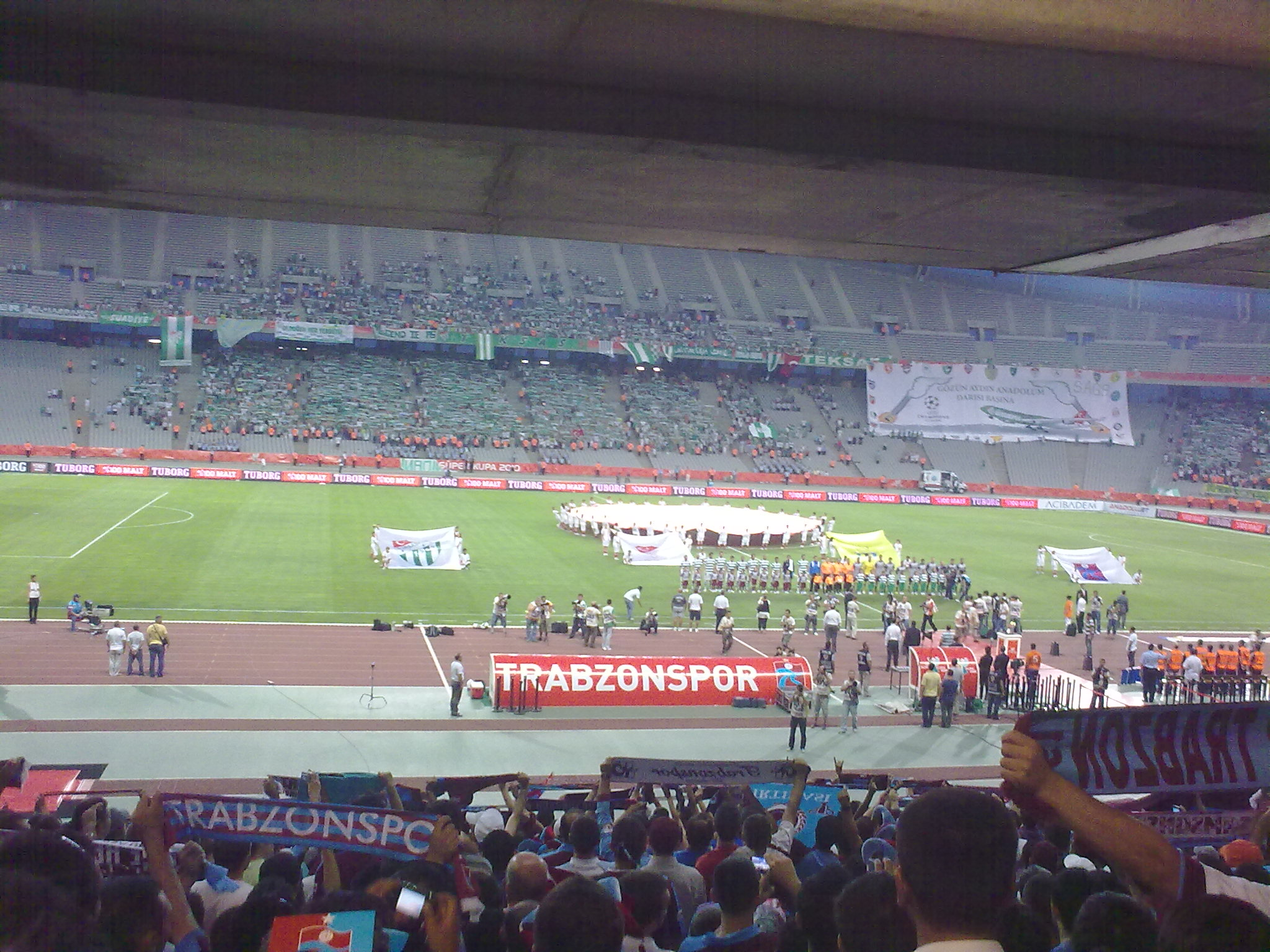
2010: Zeremonie vor dem Spiel zwischen Bursaspor und Trabzonspor.

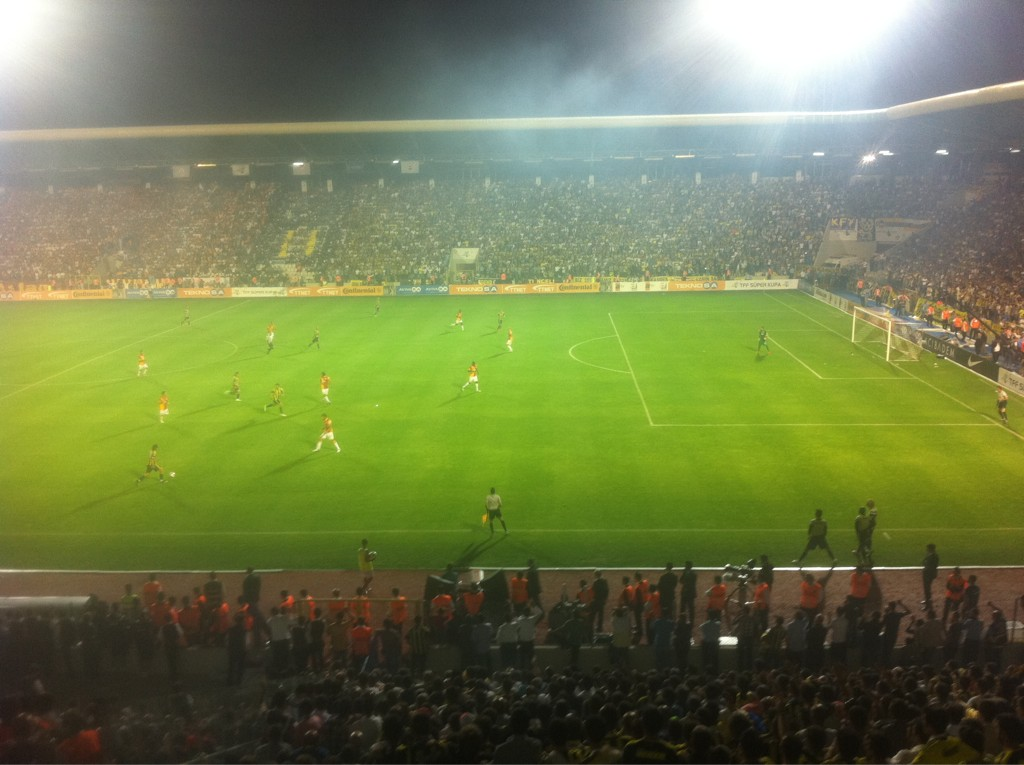
2012: Während der Partie zwischen Fenerbahçe und Galatasaray.

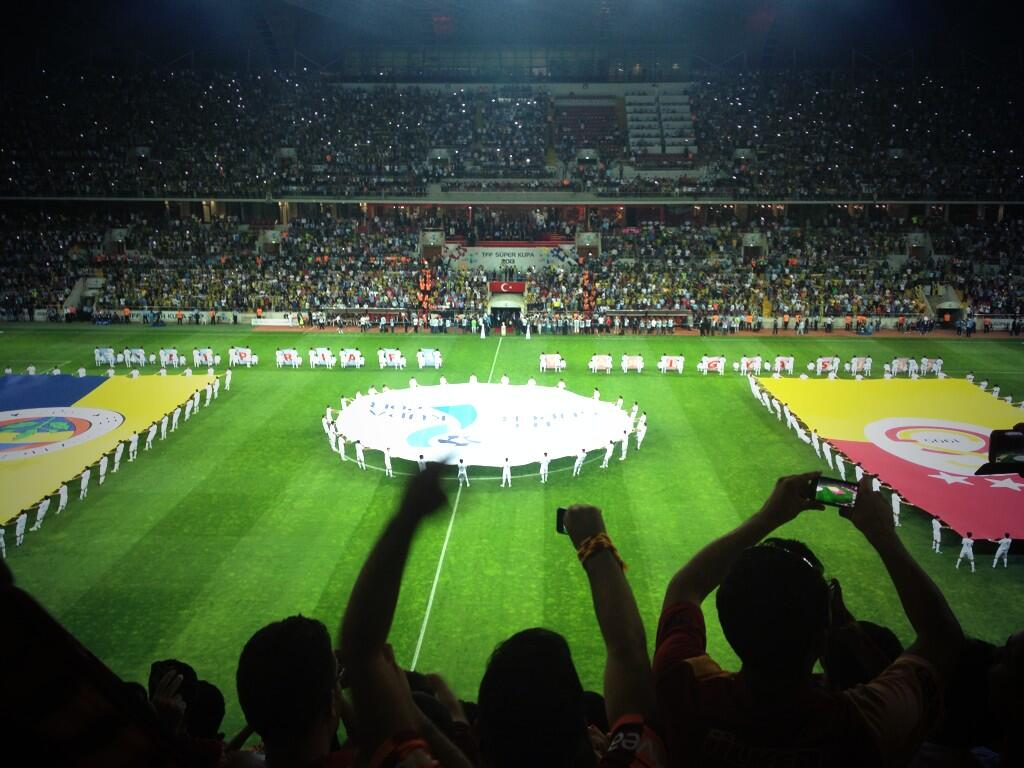
2013: Zeremonie vor dem Spiel.

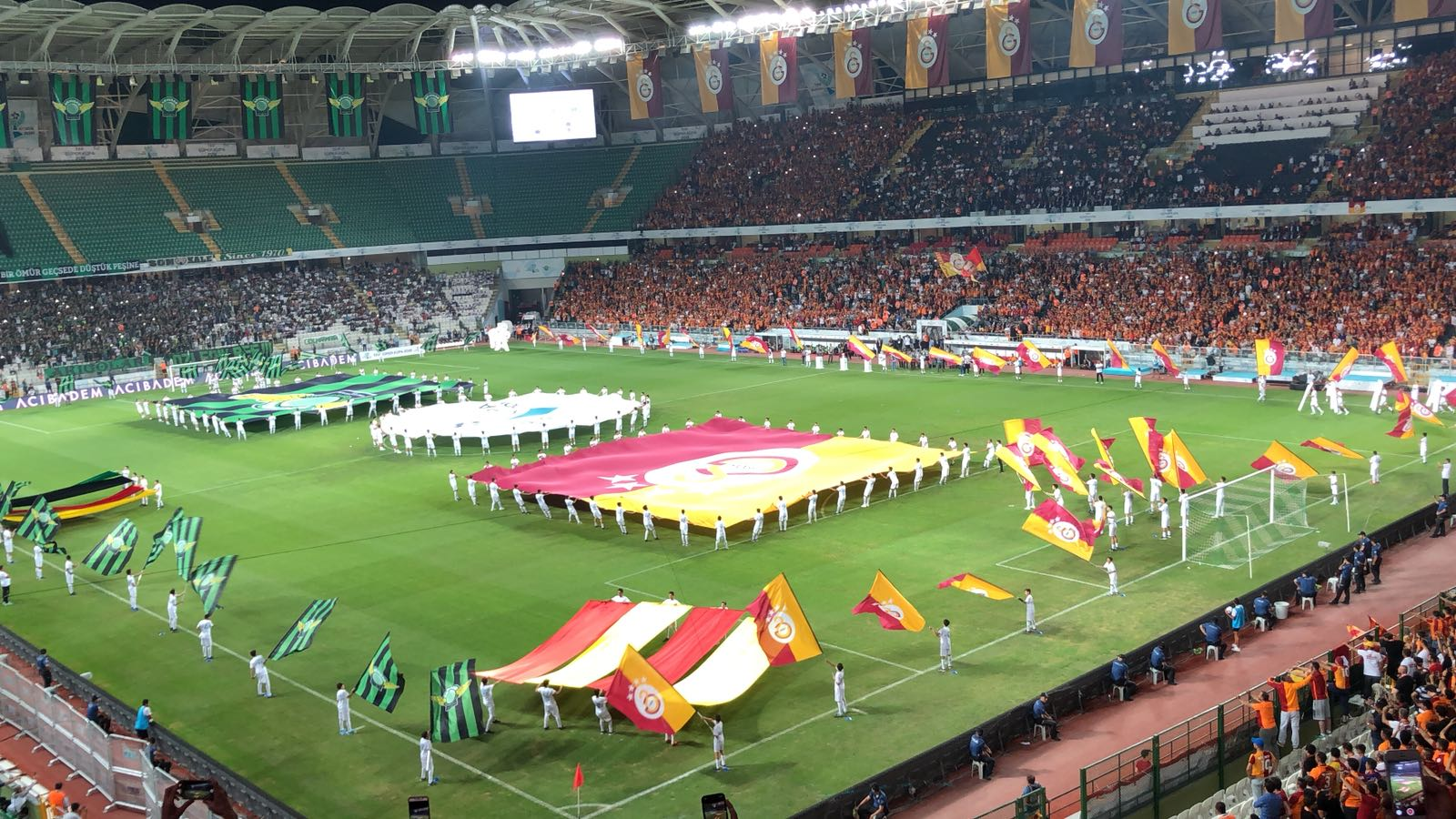
2018: Zeremonie vor dem Spiel zwischen Akhisarspor und Galatasaray.

| Jahr                                                      | Spielort | Meister | Ergebnis | Pokalsieger / Vizemeister | |
| --------------------------------------------------------- | --- | --- | --- | --- | --- |
| Cumhurbaşkanlığı Kupası                                   | | | | | |
| 1966                                                      | 19 Mayıs Stadı, Ankara | Beşiktaş Istanbul | 0:2 | Galatasaray Istanbul | |
| 1967                                                      | 19 Mayıs Stadı, Ankara | Beşiktaş Istanbul | 1:0 n. V. | Altay Izmir | |
| 1968                                                      | Fenerbahçe Istanbul war Meister und Pokalsieger, aus diesem Grund wurde kein Spiel angesetzt. Fenerbahçe wurde automatisch zum Sieger ernannt. | Fenerbahçe Istanbul war Meister und Pokalsieger, aus diesem Grund wurde kein Spiel angesetzt. Fenerbahçe wurde automatisch zum Sieger ernannt. | Fenerbahçe Istanbul war Meister und Pokalsieger, aus diesem Grund wurde kein Spiel angesetzt. Fenerbahçe wurde automatisch zum Sieger ernannt. | Fenerbahçe Istanbul war Meister und Pokalsieger, aus diesem Grund wurde kein Spiel angesetzt. Fenerbahçe wurde automatisch zum Sieger ernannt. | Fenerbahçe Istanbul war Meister und Pokalsieger, aus diesem Grund wurde kein Spiel angesetzt. Fenerbahçe wurde automatisch zum Sieger ernannt. |
| 1969                                                      | 19 Mayıs Stadı, Ankara | Galatasaray Istanbul | 2:0 | Göztepe Izmir | |
| 1970                                                      | 19 Mayıs Stadı, Ankara | Fenerbahçe Istanbul | 1:3 | Göztepe Izmir | |
| 1971                                                      | 19 Mayıs Stadı, Ankara | Galatasaray Istanbul | 2:3 | Eskişehirspor | |
| 1972                                                      | 19 Mayıs Stadı, Ankara | Galatasaray Istanbul | 3:0 | MKE Ankaragücü | |
| 1973                                                      | 19 Mayıs Stadı, Ankara | Galatasaray Istanbul | 1:2 | Fenerbahçe Istanbul 3 | |
| 1974                                                      | 19 Mayıs Stadı, Ankara | Fenerbahçe Istanbul | 0:3 | Beşiktaş Istanbul 3 | |
| 1975                                                      | 19 Mayıs Stadı, Ankara | Fenerbahçe Istanbul | 2:0 | Beşiktaş Istanbul | |
| 1976                                                      | 19 Mayıs Stadı, Ankara | Trabzonspor | 2:1 | Galatasaray Istanbul | |
| 1977                                                      | 19 Mayıs Stadı, Ankara | Trabzonspor | 1:1 n. V. 3:1 i. E. | Beşiktaş Istanbul 3 | |
| 1978                                                      | 19 Mayıs Stadı, Ankara | Fenerbahçe Istanbul | 0:1 | Trabzonspor | |
| 1979                                                      | 19 Mayıs Stadı, Ankara | Trabzonspor | 2:1 n. V. | Fenerbahçe Istanbul | |
| 1980                                                      | 19 Mayıs Stadı, Ankara | Trabzonspor | 3:0 | Altay Izmir | |
| Devlet Başkanlığı Kupası                                  | | | | | |
| Jahr                                                      | Spielort | Meister | Ergebnis | Pokalsieger / Vizemeister | |
| 1981                                                      | 19 Mayıs Stadı, Ankara | Trabzonspor | 0:1 | MKE Ankaragücü | |
| 1982                                                      | 19 Mayıs Stadı, Ankara | Beşiktaş Istanbul | 0:2 | Galatasaray Istanbul | |
| Cumhurbaşkanlığı Kupası                                   | | | | | |
| Jahr                                                      | Spielort | Meister | Ergebnis | Pokalsieger / Vizemeister | |
| 1983                                                      | 19 Mayıs Stadı, Ankara | Fenerbahçe Istanbul | 0:2 | Trabzonspor 2 | |
| 1984                                                      | 19 Mayıs Stadı, Ankara | Trabzonspor | 0:1 | Fenerbahçe Istanbul 2 | |
| 1985                                                      | 19 Mayıs Stadı, Ankara | Fenerbahçe Istanbul | 1:1 n. V. 4:2 i. E. | Galatasaray Istanbul | |
| 1986                                                      | 19 Mayıs Stadı, Ankara | Beşiktaş Istanbul | 2:1 n. V. | Bursaspor | |
| 1987                                                      | 19 Mayıs Stadı, Ankara | Galatasaray Istanbul | 3:2 n. V. | Gençlerbirliği Ankara | |
| 1988                                                      | 19 Mayıs Stadı, Ankara | Galatasaray Istanbul | 2:0 | Sakaryaspor | |
| 1989                                                      | 19 Mayıs Stadı, Ankara | Fenerbahçe Istanbul | 0:1 | Beşiktaş Istanbul | |
| 1990                                                      | 19 Mayıs Stadı, Ankara | Beşiktaş Istanbul | 2:3 | Fenerbahçe Istanbul 2 | |
| 1991                                                      | 19 Mayıs Stadı, Ankara | Beşiktaş Istanbul | 0:1 | Galatasaray Istanbul 2 | |
| 1992                                                      | 19 Mayıs Stadı, Ankara | Beşiktaş Istanbul | 2:1 | Trabzonspor | |
| 1993                                                      | 19 Mayıs Stadı, Ankara | Galatasaray Istanbul | 2:0 | Beşiktaş Istanbul 2 | |
| 1994                                                      | 19 Mayıs Stadı, Ankara | Galatasaray Istanbul | 1:3 | Beşiktaş Istanbul | |
| 1995                                                      | 19 Mayıs Stadı, Ankara | Beşiktaş Istanbul | 0:2 | Trabzonspor | |
| 1996                                                      | 19 Mayıs Stadı, Ankara | Fenerbahçe Istanbul | 0:3 | Galatasaray Istanbul | |
| 1997                                                      | 19 Mayıs Stadı, Ankara | Galatasaray Istanbul | 2:1 n. V. | Kocaelispor | |
| 1998                                                      | 19 Mayıs Stadı, Ankara | Galatasaray Istanbul | 1:2 n. V. | Beşiktaş Istanbul | |
| von 1999 bis 2005 nicht ausgetragen                       | | | | | |
| TFF Süper Kupa                                            | | | | | |
| Jahr                                                      | Spielort | Meister | Ergebnis | Pokalsieger / Pokalfinalist | |
| 2006                                                      | Commerzbank-Arena, Frankfurt am Main | Galatasaray Istanbul | 0:1 | Beşiktaş Istanbul | |
| 2007                                                      | Rheinenergiestadion, Köln | Fenerbahçe Istanbul | 2:1 | Beşiktaş Istanbul | |
| 2008                                                      | MSV-Arena, Duisburg | Galatasaray Istanbul | 2:1 | Kayserispor | |
| 2009                                                      | Atatürk-Olympiastadion, Istanbul | Beşiktaş Istanbul | 0:2 | Fenerbahçe Istanbul 1 | |
| 2010                                                      | Atatürk-Olympiastadion, Istanbul | Bursaspor | 0:3 | Trabzonspor | |
| 2011                                                      | Das Spiel zwischen Fenerbahçe Istanbul und Beşiktaş Istanbul wurde auf unbestimmte Zeit verschoben.                                            | Das Spiel zwischen Fenerbahçe Istanbul und Beşiktaş Istanbul wurde auf unbestimmte Zeit verschoben.                                            | Das Spiel zwischen Fenerbahçe Istanbul und Beşiktaş Istanbul wurde auf unbestimmte Zeit verschoben.                                            | Das Spiel zwischen Fenerbahçe Istanbul und Beşiktaş Istanbul wurde auf unbestimmte Zeit verschoben.                                            | Das Spiel zwischen Fenerbahçe Istanbul und Beşiktaş Istanbul wurde auf unbestimmte Zeit verschoben.                                            |
| 2012                                                      | Kâzım Karabekir Stadyumu, Erzurum | Galatasaray Istanbul | 3:2 | Fenerbahçe Istanbul | |
| 2013                                                      | Kayseri Kadir Has Stadı, Kayseri | Galatasaray Istanbul | 1:0 n. V. | Fenerbahçe Istanbul | |
| 2014                                                      | 19 Mayıs Stadı, Manisa | Fenerbahçe Istanbul | 0:0 n. V. 3:2 i. E. | Galatasaray Istanbul | |
| 2015                                                      | Osmanlı Stadı, Ankara | Galatasaray Istanbul | 1:0 | Bursaspor 1 | |
| Turkcell Süper Kupa                                       | | | | | |
| Jahr                                                      | Spielort | Meister | Ergebnis | Pokalsieger / Pokalfinalist | |
| 2016                                                      | Büyükşehir Stadı, Konya | Beşiktaş Istanbul | 1:1 n. V. 0:3 i. E. | Galatasaray Istanbul | |
| 2017                                                      | Samsun 19 Mayıs Stadı, Tekkeköy | Beşiktaş Istanbul | 1:2 | Konyaspor | |
| TFF Süper Kupa                                            | | | | | |
| Jahr                                                      | Spielort | Meister | Ergebnis | Pokalsieger / Pokalfinalist | |
| 2018                                                      | Büyükşehir Stadı, Konya | Galatasaray Istanbul | 1:1 n. V. 4:5 i. E. | Akhisarspor | |
| 2019                                                      | Eryaman Stadyumu, Ankara | Galatasaray Istanbul | 1:0 | Akhisarspor 1 | |
| 2020                                                      | Atatürk-Olympiastadion, Istanbul | Istanbul Başakşehir FK | 1:2 | Trabzonspor | |
| Turkcell Süper Kupa                                       | | | | | |
| Jahr                                                      | Spielort | Meister | Ergebnis | Pokalsieger / Pokalfinalist | |
| 2021                                                      | Ahmed bin Ali Stadium, ar-Rayyan (Katar) | Beşiktaş Istanbul | 1:1 n. V. 4:2 i. E. | Antalyaspor 1 | |
| 2022                                                      | Atatürk-Olympiastadion, Istanbul | Trabzonspor | 4:0 | Sivasspor | |
| 2023                                                      | 11 Nisan Stadyumu, Şanlıurfa | Galatasaray Istanbul | 3:0-Wert. | Fenerbahçe Istanbul | |
| 2024                                                      | Atatürk-Olympiastadion, Istanbul | Galatasaray Istanbul | 0:5 | Beşiktaş Istanbul | |
| 1 Pokalfinalist 2 Vizemeister 3 Başbakanlık Kupası-Sieger | | | | | |

## Rangliste der Sieger
| Rang | Verein                 | Siege | Nieder- lagen | Sieger                                                                                               | Unterlegener                                                           |
| ---- | ---------------------- | ----- | ------------- | --- | ---------------------------------------------------------------------- |
| 1    | Galatasaray Istanbul   | 17    | 10            | 1966, 1969, 1972, 1982, 1987, 1988, 1991, 1993, 1996, 1997, 2008, 2012, 2013, 2015, 2016, 2019, 2023 | 1971, 1973, 1976, 1985, 1994, 1998, 2006, 2014, 2018, 2024             |
| 2    | Trabzonspor            | 10    | 3             | 1976, 1977, 1978, 1979, 1980, 1983, 1995, 2010, 2020, 2022                                           | 1981, 1984, 1992                                                       |
| 3    | Beşiktaş Istanbul      | 10    | 12            | 1967, 1974, 1986, 1989, 1992, 1994, 1998, 2006, 2021, 2024                                           | 1966, 1975, 1977, 1982, 1990, 1991, 1993, 1995, 2007, 2009, 2016, 2017 |
|      | Fenerbahçe Istanbul    | 9     | 10            | 1968, 1973, 1975, 1984, 1985, 1990, 2007, 2009, 2014                                                 | 1970, 1974, 1978, 1979, 1983, 1989, 1996, 2012, 2013, 2023             |
| 5    | Göztepe Izmir          | 1     | 1             | 1970                                                                                                 | 1969                                                                   |
|      | MKE Ankaragücü         | 1     | 1             | 1981                                                                                                 | 1972                                                                   |
|      | Akhisarspor            | 1     | 1             | 2018                                                                                                 | 2019                                                                   |
|      | Eskişehirspor          | 1     |               | 1971                                                                                                 |                                                                        |
|      | Konyaspor              | 1     |               | 2017                                                                                                 |                                                                        |
| 6    | Bursaspor              |       | 3             | | 1986, 2010, 2015                                                       |
| 7    | Altay Izmir            |       | 2             | | 1967, 1980                                                             |
|      | Gençlerbirliği Ankara  |       | 1             | | 1987                                                                   |
|      | Sakaryaspor            |       | 1             | | 1988                                                                   |
|      | Kocaelispor            |       | 1             | | 1997                                                                   |
|      | Kayserispor            |       | 1             | | 2008                                                                   |
|      | Istanbul Başakşehir FK |       | 1             | | 2020                                                                   |
|      | Antalyaspor            |       | 1             | | 2021                                                                   |
|      | Sivasspor              |       | 1             | | 2022                                                                   |